# Supercopa de España 2009
La Supercopa de España 2009 è stata la ventiseiesima edizione della Supercoppa di Spagna.
Si è svolta nell'agosto 2009 in gara di andata e ritorno tra il Barcellona, vincitore della Primera División 2008-2009 e della Coppa del Re 2008-2009, e l'Athletic Bilbao, finalista della Coppa del Re 2008-2009. A conquistare il titolo è stato il Barcellona che ha vinto la gara di andata a Bilbao per 2-1 e quella di ritorno a Barcellona per 3-0.

## Partecipanti
| Squadre         | Qualificazione                                                            | Partecipazioni precedenti (il grassetto indica la vittoria)                             |
| --------------- | ------------------------------------------------------------------------- | --------------------------------------------------------------------------------------- |
| Barcellona      | Vincitore della Primera División 2008-2009 e della Coppa del Re 2008-2009 | 14 (1983, 1985, 1988, 1990, 1991, 1992, 1993, 1994, 1996, 1997, 1998, 1999, 2005, 2006) |
| Athletic Bilbao | Finalista della Coppa del Re 2008-2009                                    | 2 (1983, 1984)                                                                          |

## Tabellini

### Andata
| Arbitro: | Rubinos Pérez |

|               |           |                    |
| de Marcos 45’ | Marcatori | 58’ Xavi 68’ Pedro |

| Athletic Bilbao | Barcellona |

| Athletic Bilbao: |    |                         |     |     |
|                  |    |                         |     |     |
| P                | 1  | Gorka Iraizoz           |     |     |
| D                | 15 | Andoni Iraola           |     |     |
| D                | 20 | Aitor Ocio              |     |     |
| D                | 4  | Ustaritz Aldekoaotalora |     |     |
| D                | 3  | Koikili Lertxundi       | 79’ |     |
| C                | 16 | Pablo Orbaiz (c)        |     |     |
| C                | 18 | Carlos Gurpegi          | 70’ |     |
| C                | 14 | Markel Susaeta          |     |     |
| C                | 11 | Igor Gabilondo          |     | 67’ |
| A                | 28 | Óscar de Marcos         |     | 59’ |
| A                | 9  | Fernando Llorente       |     | 72’ |
| A disposizione:  |    |                         |     |     |
| P                | 13 | Armando Riveiro         |     |     |
| D                | 5  | Fernando Amorebieta     |     |     |
| D                | 22 | Xabier Castillo         |     | 67’ |
| C                | 10 | Francisco Yeste         |     |     |
| C                | 26 | Ander Iturraspe         |     |     |
| A                | 2  | Gaizka Toquero          |     | 59’ |
| A                | 17 | Joseba Etxeberria       |     | 72’ |
| Allenatore:      |    |                         |     |     |
| Joaquín Caparrós |    |                         |     |     |

| Barcellona:     |    |                   |     |     |
|                 |    |                   |     |     |
| P               | 1  | Víctor Valdés     |     |     |
| D               | 22 | Éric Abidal       |     |     |
| D               | 3  | Gerard Piqué      | 53’ |     |
| D               | 5  | Carles Puyol (c)  |     |     |
| D               | 2  | Daniel Alves      |     |     |
| C               | 24 | Yaya Touré        |     |     |
| C               | 15 | Seydou Keita      |     |     |
| C               | 6  | Xavi              |     | 80’ |
| A               | 14 | Thierry Henry     |     | 72’ |
| A               | 27 | Pedro             |     |     |
| A               | 11 | Bojan Krkić       |     |     |
| A disposizione: |    |                   |     |     |
| P               | 13 | José Manuel Pinto |     |     |
| D               | 19 | Maxwell           |     |     |
| D               | 32 | Andreu Fontàs     |     |     |
| D               | 33 | Marc Muniesa      |     |     |
| C               | 7  | Eiður Guðjohnsen  |     |     |
| C               | 16 | Sergio Busquets   |     | 80’ |
| A               | 35 | Jeffrén Suárez    |     | 72’ |
| Allenatore:     |    |                   |     |     |
| Josep Guardiola |    |                   |     |     |

### Ritorno
| Arbitro: | Velasco Carballo |

|                         |           |  |
| Messi 56’ 60’ Bojan 71’ | Marcatori |  |

| Barcellona | Athletic Bilbao |

| Barcellona:     |    |                    |     |     |
|                 |    |                    |     |     |
| P               | 1  | Víctor Valdés      |     |     |
| D               | 2  | Daniel Alves       |     |     |
| D               | 5  | Carles Puyol (c)   | 21’ |     |
| D               | 3  | Gerard Piqué       |     | 75’ |
| D               | 19 | Maxwell            |     |     |
| C               | 24 | Yaya Touré         | 33’ |     |
| C               | 6  | Xavi               | 77’ |     |
| C               | 15 | Seydou Keita       |     |     |
| A               | 10 | Lionel Messi       |     |     |
| A               | 9  | Zlatan Ibrahimović |     | 70’ |
| A               | 14 | Thierry Henry      |     | 75’ |
| A disposizione: |    |                    |     |     |
| P               | 13 | José Manuel Pinto  |     |     |
| D               | 22 | Éric Abidal        |     |     |
| D               | 32 | Andreu Fontàs      |     |     |
| C               | 7  | Eiður Guðjohnsen   |     |     |
| C               | 16 | Sergio Busquets    |     | 75’ |
| A               | 11 | Bojan Krkić        |     | 70’ |
| A               | 17 | Pedro              |     | 75’ |
| Allenatore:     |    |                    |     |     |
| Josep Guardiola |    |                    |     |     |

| Athletic Bilbao: |    |                         |     |     |
|                  |    |                         |     |     |
| P                | 1  | Gorka Iraizoz           |     |     |
| D                | 15 | Andoni Iraola           |     |     |
| D                | 35 | Xabier Etxebarria       | 16’ |     |
| D                | 4  | Ustaritz Aldekoaotalora | 67’ |     |
| D                | 3  | Koikili Lertxundi       |     |     |
| C                | 16 | Pablo Orbaiz            |     |     |
| C                | 18 | Carlos Gurpegi          | 70’ |     |
| C                | 7  | David López             | 43’ | 60’ |
| C                | 11 | Igor Gabilondo          |     |     |
| A                | 17 | Joseba Etxeberria (c)   |     | 56’ |
| A                | 23 | Iñigo Díaz de Cerio     |     | 45’ |
| A disposizione:  |    |                         |     |     |
| P                | 13 | Armando Riveiro         |     |     |
| D                | 12 | Mikel San José          |     |     |
| D                | 22 | Xabier Castillo         |     |     |
| C                | 26 | Ander Iturraspe         |     | 60’ |
| A                | 2  | Gaizka Toquero          | 64’ | 56’ |
| A                | 9  | Fernando Llorente       |     |     |
| A                | 21 | Ion Vélez               |     | 45’ |
| Allenatore:      |    |                         |     |     |
| Joaquín Caparrós |    |                         |     |     |